# Krhov (district de Třebíč)
Pour les articles homonymes, voir Krhov.
Krhov (en allemand : Kirhau) est une commune du district de Třebíč, dans la région de Vysočina, en République tchèque. Sa population s'élevait à 180 habitants en 2020.

## Géographie
Krhov se trouve à 9 km à l'est de Jaroměřice nad Rokytnou, à 16 km au sud-est de Třebíč, à 44 km à l'ouest-sud-ouest de Brno, à 45 km au sud-est de Jihlava et à 159 km au sud-est de Prague.
La commune est limitée par Račice au nord, par Hrotovice à l'est, par Bačice au sud, par Radkovice u Hrotovic au sud-ouest et par Myslibořice à l'ouest.

## Histoire
La première mention écrite de la localité date de 1347.

## Transports
Par la route, Krhov se trouve à 11 km de Jaroměřice nad Rokytnou, à 21 km de Třebíč, à 54 km de Jihlava, à 59 km de Brno et à 186 km de Prague.